# Idioglosia
Idioglosia se refiere a un lenguaje idiosincrásico, inventado y hablado por solo una o muy pocas personas. La mayoría de las veces, idioglosia se refiere a las "lenguas privadas" de los niños pequeños, especialmente los gemelos. También es conocido como criptofasia cuando se refiere a las lenguas privadas creadas por hermanos gemelos.

## Ejemplos

### Casos estudiados
- June y Jennifer Gibbons
- Poto y Cabengo de San Diego, California.